# Autocaracterització
L'autocaracterització és una tècnica d'avaluació psicològica, on es planteja al pacient que es descrigui a si mateix en tercera persona, com si el narrador fos un amic seu de proximitat i confiança. Fou proposada originalment per George A. Kelly, i actualment és una eina molt utilitzada en el marc de les teràpies cognitiu-constructivista.
Aquesta tècnica és especialment útil en les primeres sessions terapèutiques, quan el terapeuta intenta entendre el pacient en els seus propis termes o, també, en aquells moments en els que interessa saber quina és la pròpia visió interna del pacient. No resulta fonamental determinar si els fets explicats són històricament certs, ja que com afirma Kelly: al clínic perceptiu pot interessar-li tant la versió 'incorrecta' d'un esdeveniment que aporta un pacient, com l'esdeveniment mateix o el fet que el pacient no hagi dit la 'veritat'.

## Procediment
Kelly suggereix la següent fórmula per indicar al pacient la redacció de l'autocaracterització:
Voldria que escrivís una breu caracterització de vostè com si fos el personatge d'una obra teatral. Escrigui-ho com ho faria un amic que el consegués íntimament i li tingués molta simpatia, algú que el conegués millor del que probablement ningú pugui conèixer-lo. Asseguri's d'escriure en tercera persona. Per exemple, comenci dient "[nom del pacient] és..." 
Una vegada el pacient ha completat l'autocaracterització, es procedeix a la seva anàlisi. El mateix ens suggereix la següent seqüència d'anàlisi: 
1. Lectura empàtica: es llegeix la redacció acuradament, mirant d'entrar en el món subjectiu del pacient i entendre la globalitat de la descripció.
2. Seqüència i transició temàtica: s'assumeix que les canvis de tema i de temps no són tals, sinó que hi ha un fil conductor.
3. Organització: l'inici de l'autocaracterització acostuma a tenir més amplitud i ser més generalista, mentre que la resta de la narració es focalitza en àrees més concretes. És interessant observar contradiccions entre les afirmacions generalistes i les concretes.
4. Contextualització: anàlisi de cada afirmació que apareix amb relació a les altres, basar les interpretacions en el context de la narració.
5. Termes repetits o de contingut relacionat: la repetició de termes de la mateixa família semàntica pot suggerir àrees focals que el pacient està intentant elaborar.
6. Anàlisi causal: algunes autocaracteritzacions enfoquen els problemes del pacient en termes de causa-efecte, aportant explicacions pròpies sobre les causes que podrien dificultar la obertuda en el procés terapèutic.
7. Anàlisi dimensional: identificació dels constructes personals que utilitza el pacient en la seva descripció. Els constructes solen ser de naturalesa bipolar: tranquil versus nerviós, divertit versus ensopit, etc.

La utilitat final de l'anàlisi d'autocaracterització resideix en la capacitat per generar hipòtesis de diagnòstic transitiu, i conseqüentment, de planificació de les estratègies terapèutiques.